# Ejby
Ejby é um município da Dinamarca, localizado na região central, no condado de Fiónia.
O município tem uma área de 163 km² e uma população de 10 046 habitantes, segundo o censo de 2005.